# Miami Dolphins 1979
La stagione 1979 dei Miami Dolphins è stata la numero 14 della franchigia, la decima nella National Football League.

## Calendario

### Stagione regolare
| Turno | Data  | Avversario             | Risultato | Punti Dolphins | Punti avv. | Record | Pubblico |
| 1     | 2/9   | @ Buffalo Bills        | V         | 9              | 7          | 1–0    | 69.441   |
| 2     | 9/9   | Seattle Seahawks       | V         | 19             | 10         | 2–0    | 56.233   |
| 3     | 16/9  | @ Minnesota Vikings    | V         | 27             | 12         | 3–0    | 46.187   |
| 4     | 23/9  | Chicago Bears          | V         | 31             | 16         | 4–0    | 66.011   |
| 5     | 30/9  | @ New York Jets        | S         | 27             | 33         | 4–1    | 51.496   |
| 6     | 8/10  | @ Oakland Raiders      | S         | 3              | 13         | 4–2    | 52.419   |
| 7     | 14/10 | Buffalo Bills          | V         | 17             | 7          | 5–2    | 45.597   |
| 8     | 21/10 | @ New England Patriots | S         | 13             | 28         | 5–3    | 61.096   |
| 9     | 28/10 | Green Bay Packers      | V         | 27             | 7          | 6–3    | 47.741   |
| 10    | 5/11  | Houston Oilers         | S         | 6              | 9          | 6–4    | 70.273   |
| 11    | 11/11 | Baltimore Colts        | V         | 19             | 0          | 7–4    | 50.193   |
| 12    | 18/11 | @ Cleveland Browns     | S (dts)   | 24             | 30         | 7–5    | 80.374   |
| 13    | 25/11 | @ Baltimore Colts      | V         | 28             | 24         | 8–5    | 38.016   |
| 14    | 29/11 | New England Patriots   | V         | 39             | 24         | 9–5    | 69.174   |
| 15    | 9/12  | @ Detroit Lions        | V         | 28             | 10         | 10–5   | 78.087   |
| 16    | 15/12 | New York Jets          | S         | 24             | 27         | 10–6   | 49.915   |

### Playoff
| Turno              | Data  | Avversario          | Risultato |
| ------------------ | ----- | ------------------- | --------- |
| Divisional playoff | 30/12 | Pittsburgh Steelers | S 34-14   |

## Classifiche
| AFC East             | AFC East | AFC East | AFC East | AFC East | AFC East | AFC East | AFC East | AFC East | AFC East |
|                      | V        | S        | P        | %        | DIV      | CONF     | PF       | PS       | Str.     |
| -------------------- | -------- | -------- | -------- | -------- | -------- | -------- | -------- | -------- | -------- |
| Miami Dolphins(3)    | 10       | 6        | 0        | .625     | 5–3      | 6–6      | 341      | 257      | S1       |
| New England Patriots | 9        | 7        | 0        | .563     | 4–4      | 6–6      | 411      | 326      | V1       |
| New York Jets        | 8        | 8        | 0        | .500     | 4–4      | 5–7      | 337      | 383      | V3       |
| Buffalo Bills        | 7        | 9        | 0        | .438     | 4–4      | 5–7      | 268      | 279      | S3       |
| Baltimore Colts      | 5        | 11       | 0        | .313     | 3–5      | 4–10     | 271      | 351      | V1       |